# Liste der Ortschaften im Bezirk Murau
Die Liste der Ortschaften im Bezirk Murau enthält die Gemeinden und ihre zugehörigen Ortschaften im steirischen Bezirk Murau. (Einwohnerzahlen in Klammern, Stand 1. Jänner 2024). Stand Ortschaften: 1. Jänner 2020
Kursive Gemeindenamen sind keine Ortschaften, in Klammern der Status Markt bzw. Stadt. Die Angaben erfolgen im offiziellen Gemeinde- bzw. Ortschaftsnamen, wie von der Statistik Austria geführt.
- Krakau
  - Krakaudorf (604)
  - Krakauhintermühlen (477)
  - Krakauschatten (273)

- Mühlen (Markt) (298)
  - Jakobsberg (197)
  - Noreia
  - Sankt Veit in der Gegend (286)

- Murau (Stadt) (2059)
  - Laßnitz-Lambrecht
  - Laßnitz-Murau
  - Sankt Egidi
  - Stolzalpe (438)
  - Triebendorf

- Neumarkt in der Steiermark  (Markt)
  - Baierdorf (107)
  - Dürnstein in der Steiermark (243)
  - Kulm am Zirbitz (281)
  - Mariahof (1117)
  - Neumarkt in Steiermark (1696)
  - Perchau am Sattel (307)
  - Sankt Georgen bei Neumarkt (514)
  - Sankt Marein bei Neumarkt (373)
  - Wildbad Einöd
  - Zeutschach (216)

- Niederwölz (602)

- Oberwölz (Stadt)
  - Eselsberg (114)
  - Hinterburg (119)
  - Krumegg
  - Mainhartsdorf (339)
  - Oberwölz (Stadt) (422)
  - Raiming (279)
  - Salchau (155)
  - Schönberg-Lachtal (391)
  - Schöttl
  - Vorstadt (628)
  - Winklern bei Oberwölz (316)

- Ranten (617)
  - Freiberg (187)
  - Rinegg (147)
  - Seebach (188)

- Sankt Georgen am Kreischberg
  - Bodendorf (176)
  - Falkendorf (176)
  - Lutzmannsdorf (162)
  - Sankt Georgen ob Murau (322)
  - Sankt Lorenzen ob Murau (599)
  - Sankt Ruprecht ob Murau (245)

- Sankt Lambrecht (Markt) (1287)
  - Sankt Blasen (504)

- Sankt Peter am Kammersberg (Markt) (629)
  - Althofen (223)
  - Feistritz am Kammersberg (309)
  - Kammersberg (123)
  - Mitterdorf (205)
  - Peterdorf (221)
  - Pöllau am Greim (263)

- Scheifling (Markt) (1027)
  - Feßnach (110)
  - Lind bei Scheifling (534)
  - Puchfeld (158)
  - Sankt Lorenzen bei Scheifling (316)

- Schöder (408)
  - Baierdorf (265)
  - Schöderberg (210)

- Stadl-Predlitz
  - Einach (230)
  - Paal (130)
  - Predlitz (353)
  - Sonnberg (78)
  - Stadl an der Mur (404)
  - Steindorf (339)
  - Turrach (121)

- Teufenbach-Katsch
  - Frojach (534)
  - Katsch an der Mur (528)
  - Teufenbach (751)